# Schleifkogel
Der Schleifkogel ist ein 2063 m ü. A. hoher Berg in der Obersteiermark, der zu den Gaaler Tauern gehört und 1,1 Kilometer nordöstlich des 15 Meter tiefer gelegenen Schleifecks in der Katastralgemeinde Sankt Johann am Tauern Sonnseite innerhalb der Gemeinde Pölstal liegt. Vom westlich gelegenen Ort Sankt Johann am Tauern ist der Schleifkogel etwa 2,2 Kilometer entfernt. Der Schleifkogel ist somit nach dem Schleifeck der zweitniedrigste sowie der nördlichste der acht Zweitausender des Kesseleckkamms. In einem Ortsnamenbuch, dem Ortsnamenbuch der Steiermark im Mittelalter von Joseph von Zahn aus dem Jahr 1893, wird der Schleifkogel mit dem Hinweis auf die Lage in der Nähe von Trieben in Tauern gelistet.

## Lage
Der Schleifkogel liegt dreieinhalb Kilometer nordwestlich des Amachkogels, dreieinhalb Kilometer westlich der zu den Triebener Tauern gehörenden Hochleitenspitze sowie knapp drei Kilometer südwestlich des ebenfalls zu den Triebener Tauern gehörenden Knaudachkogels. Südlich des Schleifkogels fließt der Schleifbach, nördlich fließen einige Gerinne in den Bärntalbach. Diese Gewässer werden über den Pölsbach entwässert.

## Touristische Bedeutung
Ein markierter Wanderweg führt von Sankt Johann am Tauern aus durch den Schleifgraben und über die Steineralm, die Benützung dieses Weg dauert drei Stunden. Eine Wanderung von rund vier Stunden führt von Sankt Johann am Tauern über das Schleifeck (2048 m ü. A.) zum Schleifkogel und wieder zurück; hier werden etwa 17,5 Kilometer zurückgelegt. Von Sankt Johann am Tauern (1061 m ü. A.) aus kann der Schleifkogel auch in zweieinhalb Stunden erwandert werden, wobei etwa acht Kilometer zurückgelegt werden.
Eine zehnstündige und 22,5 Kilometer lange Rundwanderung, die beim Wirtshaus Bruckenhauser (1112 m ü. A.) startet, führt über die Franzlbauerhütte (1411 m ü. A.), das Knaudachtörl (2009 m ü. A.), den Knaudachkogel (2227 m ü. A.), die Hochleitenspitze (2329 m ü. A.), den Amachkogel (2312 m ü. A.), den Lärchkogel (2258 m ü. A.) und das Schleifeck (2048 m ü. A.) auf den Schleifkogel. Nach dem Schleifkogel führt die Route zum Ausgangspunkt zurück.
Eine Wanderung von Sankt Johann am Tauern über den Schleifkogel und danach auf das Schleifeck auf den Lärchkogel und dann wieder zum Ausgangspunkt dauert fünfeinhalb bis sieben Stunden. Diese Route gilt als gute Möglichkeit für eine Schneeschuhwanderung. Wird die Route durch den Schleifgraben gewählt, muss der Weg selbst gesucht werden, da Wegzeichen teilweise nicht mehr vorhanden sind. Diese Route gilt als „konditionsfordernd, aber aussichtsreich“.